# Magnate y Valentino
Magnate y Valentino sono un duo reggaeton portoricano. Sono fra i pionieri del sottogenere conosciuto come romantikeo. Sono i primi ad avere incluso ballad e canzoni romantiche nel proprio repertorio. I due componenti del gruppo hanno anche avviato progetti solisti.

## Membri
- Magnate (Ramón del Robledo Nuñez, nato il 24 ottobre 1982)
- Valentino (Peter González Torres, nato il 12 luglio 1980)

## Discografia

### Album
- 2002: Rompiendo el Hielo
- 2004: Sin Límite
- 2006: Before & After
- 2009: Quimica Perfecta

### Album solisti
- 2006: Los Compadres: La Perfecta Ocasión (Valentino con Mario VI e Gocho)
- 2007: Progresivo (Magnate)